# Синискалько, Доменико
Доменико Синискалько (итал. Domenico Siniscalco; род. 15 июля 1954 года, Турин) — итальянский экономист и политик, министр экономики и финансов во втором и в третьем правительствах Берлускони (2004—2005).

## Биография
Выходец из католической семьи, сын профессора уголовного права Марко Синискалько. Окончил юридический факультет Туринского университета, но дипломную работу написал на тему политической экономии и следующие 24 года оставался ассистентом профессора Франко Ревильо на кафедре финансовых наук Туринского университета. В июне 1978 года Ревильо пригласил Синискалько в Рим для работы в Министерстве финансов, где в круг ближайших сотрудников министра вошли также Джулио Тремонти, Альберто Меомартини и несколько других молодых специалистов, составивших группу так называемых «мальчиков Ревильо». С 2001 по 2005 год являлся генеральным директором департамента казначейства Министерства финансов.
Синискалько — член Королевской академии наук в Стокгольме, Королевского института международных дел в Лондоне, член совета директоров Фонда Кверини Стампалья. С 1989 по 2001 год был директором фонда ENI-Энрико Маттеи, затем возглавлял его научный комитет; состоял членом совета директоров корпорации ENI и других компаний, а также совета экспертов правительства Джулиано Амато. Автор множества научных публикаций, занимался изданием газеты «il Sole 24 Ore», состоял в редакциях журналов «Equilibri», «Mercato», «Concorrenza», «Regole».
Министр экономики и финансов во втором правительстве Берлускони с 16 июля 2004 года по 23 апреля 2005 года и затем в третьем правительстве Берлускони — до 22 сентября 2005 года.
В апреле 2006 года назначен управляющим директором и вице-президентом Morgan Stanley, в 2007 году возглавил проекты банка в Италии.

## Личная жизнь
Синискалько женат, отец двоих детей. Болеет за «Ювентус».

## Награды
Кавалер двух степеней ордена «За заслуги перед Итальянской Республикой»:
- Великий офицер (2 июня 2002)[5]
- Кавалер Большого креста (7 ноября 2005)[6]